# هاواییان اوشن ویو (هاوایی)
هاواییان اوشن ویو (به انگلیسی: Hawaiian Ocean View) یک منطقهٔ مسکونی در ایالات متحده آمریکا است که در هاوایی واقع شده‌است. هاواییان اوشن ویو ۹۵٫۳ کیلومتر مربع مساحت و ۴٬۴۳۷ نفر جمعیت دارد و ۴۸۰ متر بالاتر از سطح دریا واقع شده‌است.